# Kommission Prodi

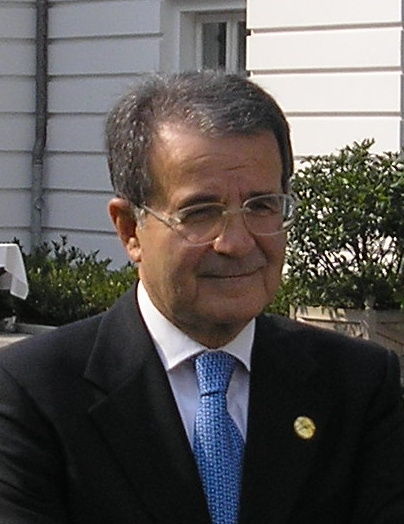
Romano Prodi

Die Europäische Kommission Prodi (13. September 1999 – 21. November 2004) übernahm die Amtsgeschäfte von der Interimskommission unter Manuel Marín. Am 22. November 2004 wurden die Amtsgeschäfte an die Kommission Barroso I übergeben. Die Kommission bestand bis zur EU-Osterweiterung vom 1. Mai 2004 aus folgenden Mitgliedern:
| Ressort                                                      | Kommissar                                      | Staat                  | Nationale Partei | Europäische Partei |
| ------------------------------------------------------------ | ---------------------------------------------- | ---------------------- | ---------------- | ------------------ |
| Präsident                                                    | Romano Prodi                                   | Italien                | parteilos        | parteilos          |
| Vizepräsidentin, Verkehr, Energie, Beziehungen zum Parlament | Loyola de Palacio                              | Spanien                | PP               | EVP                |
| Vizepräsident, Verwaltungsreform                             | Neil Kinnock                                   | Vereinigtes Königreich | Labour           | SPE                |
| Wettbewerb                                                   | Mario Monti                                    | Italien                | parteilos        | parteilos          |
| Landwirtschaft, ländliche Entwicklung und Fischerei          | Franz Fischler                                 | Österreich             | ÖVP              | EVP                |
| Industrie und Informationsgesellschaft                       | Erkki Liikanen ab 12. Juli 2004 Olli Rehn      | Finnland               | SDP KESK         | SPE ELDR           |
| Binnenmarkt, Steuern und Zollunion                           | Frits Bolkestein                               | Niederlande            | VVD              | ELDR               |
| Forschung                                                    | Philippe Busquin                               | Belgien                | PS               | SPE                |
| Entwicklung und humanitäre Hilfe                             | Poul Nielson                                   | Dänemark               | SD               | SPE                |
| Erweiterung                                                  | Günter Verheugen                               | Deutschland            | SPD              | SPE                |
| Außenbeziehungen                                             | Chris Patten                                   | Vereinigtes Königreich | Conservatives    | ED                 |
| Handel                                                       | Pascal Lamy                                    | Frankreich             | PS               | SPE                |
| Gesundheit und Verbraucherschutz                             | David Byrne                                    | Irland                 | parteilos        | parteilos          |
| Bildung und Kultur                                           | Viviane Reding                                 | Luxemburg              | CSV              | EVP                |
| Haushalt                                                     | Michaele Schreyer                              | Deutschland            | GRÜNE            | EGP                |
| Umwelt                                                       | Margot Wallström                               | Schweden               | S                | SPE                |
| Justiz und Inneres                                           | António Vitorino                               | Portugal               | PS               | SPE                |
| Beschäftigung und soziale Angelegenheiten                    | Anna Diamantopoulou ab März 2004 Stavros Dimas | Griechenland           | PASOK ND         | SPE EVP            |
| Regionalpolitik                                              | Michel Barnier ab April 2004 Jacques Barrot    | Frankreich             | RPR/UMP          | EVP                |
| Wirtschaft und Währungsangelegenheiten                       | Pedro Solbes ab 26. April 2004 Joaquín Almunia | Spanien                | PSOE             | SPE                |

Nach der Erweiterung wurde die Kommission um folgende Kommissare, die von einem anderen Kommissionsmitglied betreut werden, ergänzt:
| Ressort                                             | Kommissar          | Staat      | Nationale Partei | Europäische Partei |
| --------------------------------------------------- | ------------------ | ---------- | ---------------- | ------------------ |
| Regionalpolitik                                     | Péter Balázs       | Ungarn     | parteilos        | parteilos          |
| Handel                                              | Danuta Hübner      | Polen      | parteilos        | parteilos          |
| Wirtschaft und Währungsangelegenheiten              | Siim Kallas        | Estland    | ER               | ELDR               |
| Entwicklung und humanitäre Hilfe                    | Joseph Borg        | Malta      | PN               | EVP                |
| Landwirtschaft, ländliche Entwicklung und Fischerei | Sandra Kalniete    | Lettland   | JL               | EVP                |
| Bildung und Kultur                                  | Dalia Grybauskaitė | Litauen    | parteilos        | parteilos          |
| Erweiterung                                         | Janez Potočnik     | Slowenien  | parteilos        | parteilos          |
| Unternehmen und Informationsgesellschaft            | Ján Figeľ          | Slowakei   | KDH              | EVP                |
| Haushalt                                            | Markos Kyprianou   | Zypern     | DIKO             | parteilos          |
| Gesundheit und Verbraucherschutz                    | Pavel Telička      | Tschechien | parteilos        | parteilos          |